# أحمد شنيورة
أحمد محمد سالم شنيورة واسمه الحركي طارق رجب (14 يناير 1943 – 14 أغسطس 2023) سياسي وقائد عسكري فلسطيني برتبة لواء، كان رئيسًا لجهاز المخابرات العامة الفلسطينية منذ 23 أبريل 2005 وحتى 14 أغسطس 2007.

## سيرته
وُلِدَ أحمد محمد سالم شنيورة في مدينة يافا الفلسطينية بتاريخ 14 يناير 1943، وبعد النكبة عام 1948 فقد لجأت عائلته إلى مدينة غزة التي تلقى في مدارسها تعليمه الابتدائي والإعدادي والثانوي. بعد أن أنهى الثانوية العامة انتقل إلى لبنان وهناك التحق بتنظيم حركة فتح في منتصف الستينات.
شغل في خارج فلسطين لسنوات طويلة منصب نائب رئيس جهاز الأمن المركزي في منظمة التحرير الفلسطينية، وفي 14 يناير 1991 تولى منصب رئيس الجهاز. ومع إنشاء السلطة الوطنية الفلسطينية عام 1994 عاد إلى قطاع غزة وعين نائبًا لمدير جهاز المخابرات العامة الفلسطينية، وفي 23 أبريل 2005 كلفه الرئيس الفلسطيني محمود عباس بمنصب مدير الجهاز وظل في هذا المنصب حتى تاريخ 14 أغسطس 2007 حيث خلفه بذلك توفيق الطيراوي.
كان عضوًا في كل من المجلس الثوري لحركة فتح والمجلس الاستشاري لحركة فتح ومجلس الأمن القومي الفلسطيني الأعلى.

### محاولة اغتياله
في 20 مايو 2006 تعرض للإصابة وقتل مُرافقه وذلك خلال عملية تفجير استهدفته لحظة دخوله لمقر جهاز المخابرات العامة الفلسطينية في مدينة غزة.

### حياته الشخصية
حاصل على درجة البكالوريوس في اللغة العربية، وهو متزوج وله أربعة بنات وولد واحد.

## أوسمة
في 9 نوفمبر 2013 قلده الرئيس الفلسطيني محمود عباس في القاهرة بـ"تشكيلة استثنائية" من أنواط وميداليات عسكرية فلسطينية منها "نوط الفداء العسكري الفلسطيني من الدرجة الذهبية".

## وفاته
توفي بتاريخ 14 أغسطس 2023 في العاصمة المصرية القاهرة، وقد نعاه الرئيس الفلسطيني محمود عباس.